# 城南區 (鄰水縣)
城南區，是四川省鄰水縣下轄的一個區級行政單位，存在至1993年。

## 沿革[1]
1951年5月6日，縣政府決定將第一區公所(城北區公所)的解慍鄉、挹爽鄉、梁板3個鄉划出，新建第二區公所。駐地設在挹爽鄉。1953年4月。增轄金鳴、沙坪、西天3個鄉。7月，增設城西鄉。9月，又增轄城南、梁家2個鄉。1956年1月，第二區公所撤銷，城西、挹爽鄉併入城南鄉，為縣直屬鄉，解慍、金鳴、沙坪、西天、梁家、板橋6個鄉劃給城北區管轄。1961年11月，縣人委決定將城北區公所所屬解慍、梁板、西天3個人民公社和縣直屬城南人民公社划出，重建城南區公所，駐地設在城南人民公社。1966年5月「文革」開始後，城南區公所工作受到干擾。1967年上海「一月風暴」後，區公所無法堅持工作，處於半癱瘓狀態。3月，在區人武部主持下，建立了城南區生產辦公室，代行區公所職能。